# MLB Most Valuable Player Award

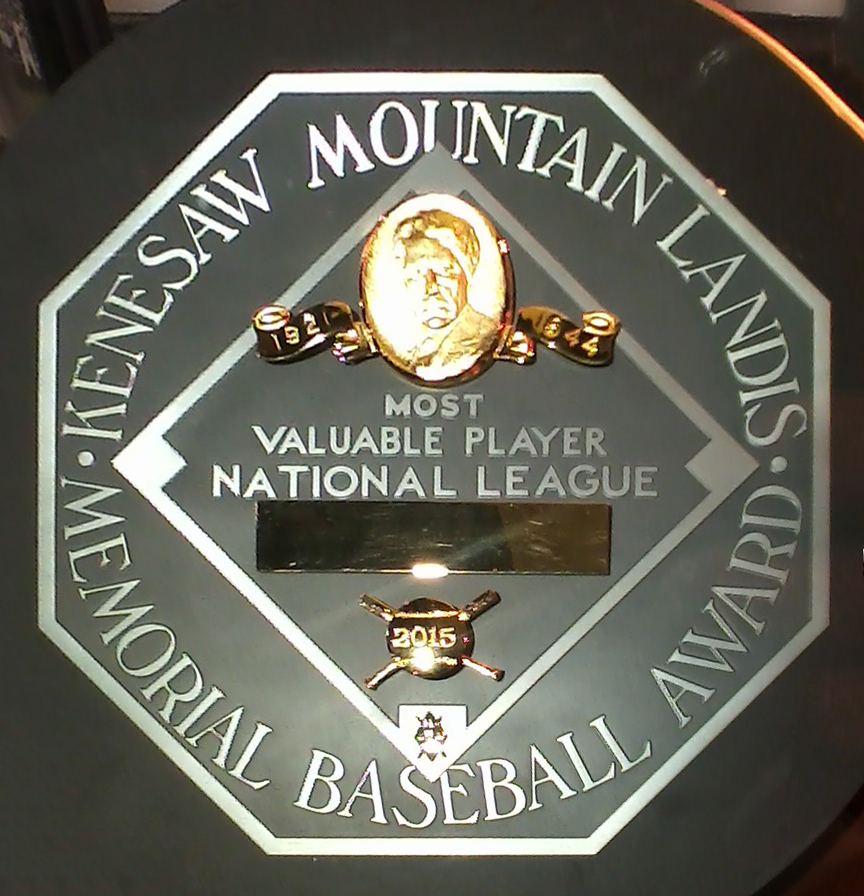
Der MVP-Award der National League.

Der MLB Most Valuable Player Award (meist MVP Award genannt) ist eine jährlich verliehene Auszeichnung der Major League Baseball. Geehrt wird je ein Spieler der American League und der National League. Seit 1931 wird der Preis von der Baseball Writers Association of America, einer Vereinigung von professionellen Baseball-Journalisten verschiedener Tageszeitungen, vergeben. Vorgänger waren der Automobilhersteller Hugh Chalmers, der in der Zeit von 1911 bis 1914 einen Preis für den besten Batter vergab. Von 1922 bis 1928 vergab je ein Journalist einen League Award in der American League. Die National League folgte diesem Beispiel von 1924 bis 1929.

## Chalmers Award (1911–1914)

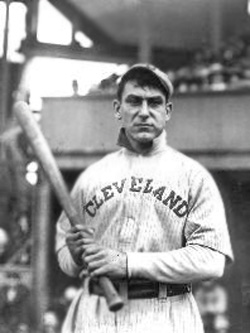
Skandalsieger Nap Lajoie

Vor der Saison 1910 versprach Hugh Chalmers, Besitzer der Chalmers Automobilwerke, dem Batting Champion jeder Liga ein Auto als Gewinn zu überreichen. In der American League lagen die beiden Spieler Ty Cobb und Nap Lajoie vor dem letzten Spieltag fast gleich auf. Bei dem Doubleheader zwischen den St. Louis Browns und dem Team von Lajoie aus Cleveland am letzten Spieltag kam es dann zu einem Eklat. Das Infield von St. Louis zog sich bei den At-Bats von Lajoie so weit zurück, dass dieser mit insgesamt sechs Bunts sechs Mal die First Base erreichen konnte und so den Titel gewann. Aufgrund der Häufigkeit der Bunts war eine Absicht der Browns zu erkennen, Lajoie die Hits zu „schenken“, da die Verteidigung normalerweise sehr eng zum Infield hin aufrücken würden, wenn der Batter immer wieder Bunts legt. Im Rahmen der anschließenden Debatte über dieses offensichtlich unsportliche Verhalten wurde St. Louis Manager Jack O’Connor aufgrund seiner Rolle in dieser Affäre gefeuert. Hugh Chalmers schenkte letztendlich jedem der beiden Kontrahenten ein Auto.
Für die Saison 1911 entschied Chalmers, dass der Schlagdurchschnitt zu begrenzte Aussagekraft hat, um Grundlage für die Vergabe eines Award zu sein. Er entschied, dass derjenige Spieler den Preis bekommen sollte, der sich als der wichtigste und nützlichste Spieler seines Teams und der Liga beweisen kann. Dies war der erste Versuch, einen Spieler an seinem Gesamtbeitrag, den er zum Erfolg des Teams beigesteuert hat, zu messen. Auf dieser Grundlage verlieh Chalmers seinen Preis bis einschließlich 1914. Zu diesem Zeitpunkt hatte das Interesse an seinem Award allerdings so sehr nachgelassen, dass er den Preis zurückzog.

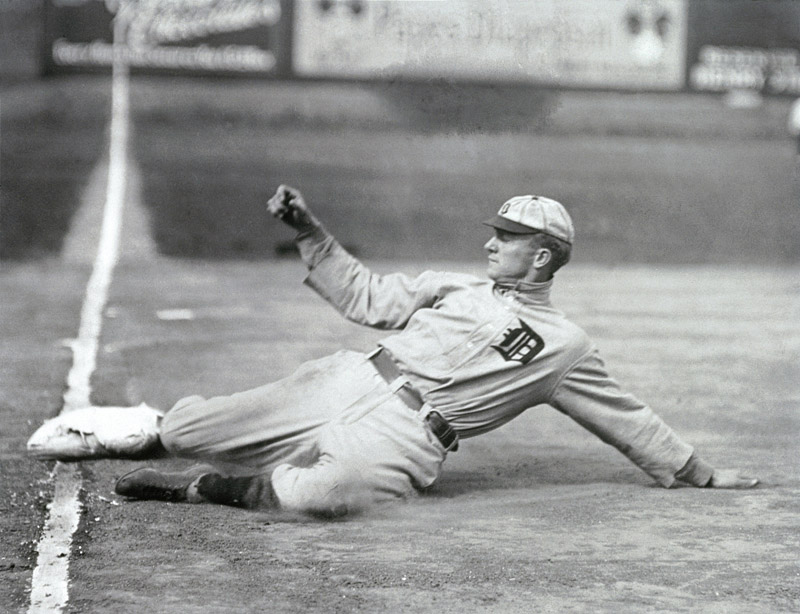
Der erste Sieger aus der American League 1911 Ty Cobb

### Gewinner des Chalmers Award
| Jahr | National League                    | American League                           |
| ---- | ---------------------------------- | ----------------------------------------- |
| 1911 | Wildfire Schulte, Chicago Cubs, OF | Ty Cobb, Detroit Tigers, OF               |
| 1912 | Larry Doyle, New York Giants, 2B   | Tris Speaker, Boston Red Sox, OF          |
| 1913 | Jake Daubert, Brooklyn Dodgers, 1B | Walter Johnson, Washington Senators, P    |
| 1914 | Johnny Evers, Boston Braves, 2B    | Eddie Collins, Philadelphia Athletics, 2B |

## League Awards (1922–1928)

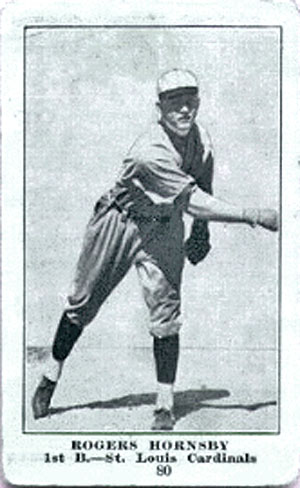
Rogers Hornsby, einziger Mehrfachsieger eines League Awards

1922 gründete sich das „American League Trophy Committee“, um den Baseballspieler zu ehren, welcher den größten Allround-Beitrag für sein Team und für das Ansehen des Baseballsports in der jeweiligen Saison geleistet hat. Hierzu wurde aus jeder Stadt, die ein Franchise in der American League hatte ein Journalist ausgewählt, der pro Team einen herausragenden Spieler wählen, und diese in eine Rangfolge einteilen sollte. Spielertrainer und bereits in einem der Vorjahre ausgezeichnete Spieler durften nicht gewählt werden. Im Unterschied zu der Abstimmung heutzutage sind dementsprechend zwei Unterschiede festzustellen. Zum einen kann eine Stimme mittlerweile auf zwei Spieler geteilt werden und zum anderen können auch bereits ausgezeichnete Spieler erneut den Award bekommen. So konnte zum Beispiel Babe Ruth nicht für seine im Offensivbereich mehr als herausragende Leistung 1927 ausgezeichnet werden, da er bereits 1923 den Award verliehen bekam.
Im Wissen dieser Tatsachen etablierte die National League 1924 ihren eigenen, mit 1.000 US-$ dotierten Preis, der den Journalisten erlaubte 10 Spieler zu wählen, bei denen die Anzahl der Spieler pro Team nicht limitiert war. Zudem wurden auch Spielertrainer in der Wahl zugelassen. Des Weiteren durften auch bereits im Vorjahr ausgezeichnete Spieler gewählt werden, was durch die zweimalige Auszeichnung von Rogers Hornsby 1925 und 1929 auch geschah.
Doch beide Awards waren nur sehr kurzlebig, was hauptsächlich daran lag, dass die beschränkte Anzahl der Stimmberechtigten die Glaubwürdigkeit des Awards und somit auch das Interesse der Fans einschränkte.
Am 6. Mai 1929 beschlossen die Teams der American League den Award abzuschaffen. Die National League folgte kurz darauf, vergab allerdings im Gegensatz zu der American League 1929 noch einen Award.

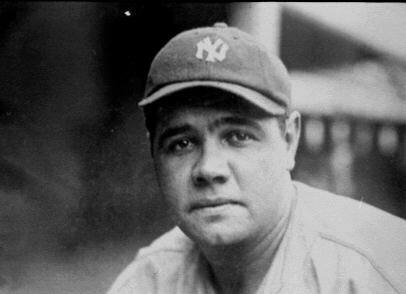
Babe Ruth, Sieger der American League 1923

### Sieger des League Awards
| Jahr | National League                         | American League                            |
| ---- | --------------------------------------- | ------------------------------------------ |
| 1922 | kein Sieger                             | George Sisler, St. Louis Browns, 1B        |
| 1923 | kein Sieger                             | Babe Ruth, New York Yankees, OF            |
| 1924 | Dazzy Vance, Brooklyn Robins, P         | Walter Johnson, Washington Senators, P     |
| 1925 | Rogers Hornsby, St. Louis Cardinals, 2B | Roger Peckinpaugh, Washington Senators, SS |
| 1926 | Bob O’Farrell, St. Louis Cardinals, C   | George Burns, Cleveland Indians, 1B        |
| 1927 | Paul Waner, Pittsburgh Pirates, OF      | Lou Gehrig, New York Yankees, 1B           |
| 1928 | Jim Bottomley, St. Louis Cardinals, 1B  | Mickey Cochrane, Philadelphia Athletics, C |
| 1929 | Rogers Hornsby, Chicago Cubs, 2B        | kein Sieger                                |

## Baseball Writers Association of America’s Most Valuable Player
Durch die Lücke motiviert, die durch die Abschaffung der League Awards entstanden war, initiierte die „Baseball Writers Association of America“ im Oktober 1929 eine Abstimmung, um den inoffiziellen MVP der American League zu wählen. Gewinner des Votes war Lew Fonseca. The Sporting News ging einen Schritt weiter und führte im Januar 1930 eine Abstimmung unter den Journalisten durch, die zuvor den offiziellen Award-Sieger bestimmt hatten. Deren Wahl fiel auf Al Simmons.
1930 ermittelte jede League erneut einen offiziellen MVP. The Sporting News wiederholte ihre inoffizielle Wahl diesmal für beide Leagues. Die Baseball Writers Association of America kürte zudem einen Spieler der National League, während die Nachrichtenagentur Associated Press einen Spieler der American League kürte.

### MVPs der Jahre 1929 und 1930
- 1929
  - National League
    - kein Award

  - American League
    - Lew Fonesca ausgezeichnet von der Baseball Writers Association of America
    - Al Simmons ausgezeichnet vom Sportmagazin „The Sporting News“
- 1930
  - National League
    - Bill Terry ausgezeichnet vom Sportmagazin „The Sporting News“
    - Hack Nilson ausgezeichnet von der Baseball Writers Association of America

  - American League
    - Joe Cronin ausgezeichnet vom Sportmagazin „The Sporting News“ und von der Nachrichtenagentur Associated Press

Für die Saison 1931 beschloss die BBWAA in Zukunft die wertvollsten Spieler beider Ligen zu wählen. Diese Entscheidung wird so gut wie überall als die Geburtsstunde des „modernen“ MVP-Awards angegeben, obwohl die Ligen den Award zu diesem Zeitpunkt noch nicht anerkannt hatten. Das Magazin The Sporting News verlieh weiterhin seinen eigenen Award bis ins Jahr 1938. Zu diesem Zeitpunkt einigte sich das Magazin mit der BBWAA auf eine gemeinsame Vergabe des Awards. Allerdings startete The Sporting News später erneut einen eigenen MVP-Award, den das Magazin bis heute verleiht.
Im Jahre 1956 wurde erstmals der Cy Young Award an den besten Pitcher der Major League Baseball vergeben (seit 1967 wird der Award an je einen Pitcher pro League vergeben). Infolgedessen entstand überwiegend die Meinung, dass Pitcher nicht zum MVP gewählt werden sollten, da sie erstens einen eigenen Award haben und zweitens nicht so wertvoll für ein Team sein können, da sie nicht an jedem Spiel teilnehmen. Trotz alledem gewinnen nach wie vor auch Pitcher den Award. Seitdem 1967 in beiden Leagues der Cy Young Award vergeben wird, wurde siebenmal ein Pitcher zum MVP gewählt. Der letzte war Dennis Eckersley im Jahr 1992.

### Gewinner des MVP-Awards der Neuzeit

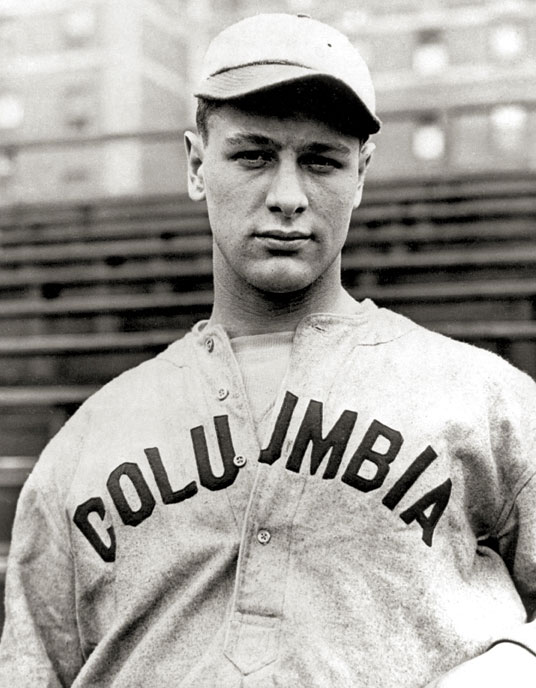
Lou Gehrig, Sieger der American League 1934

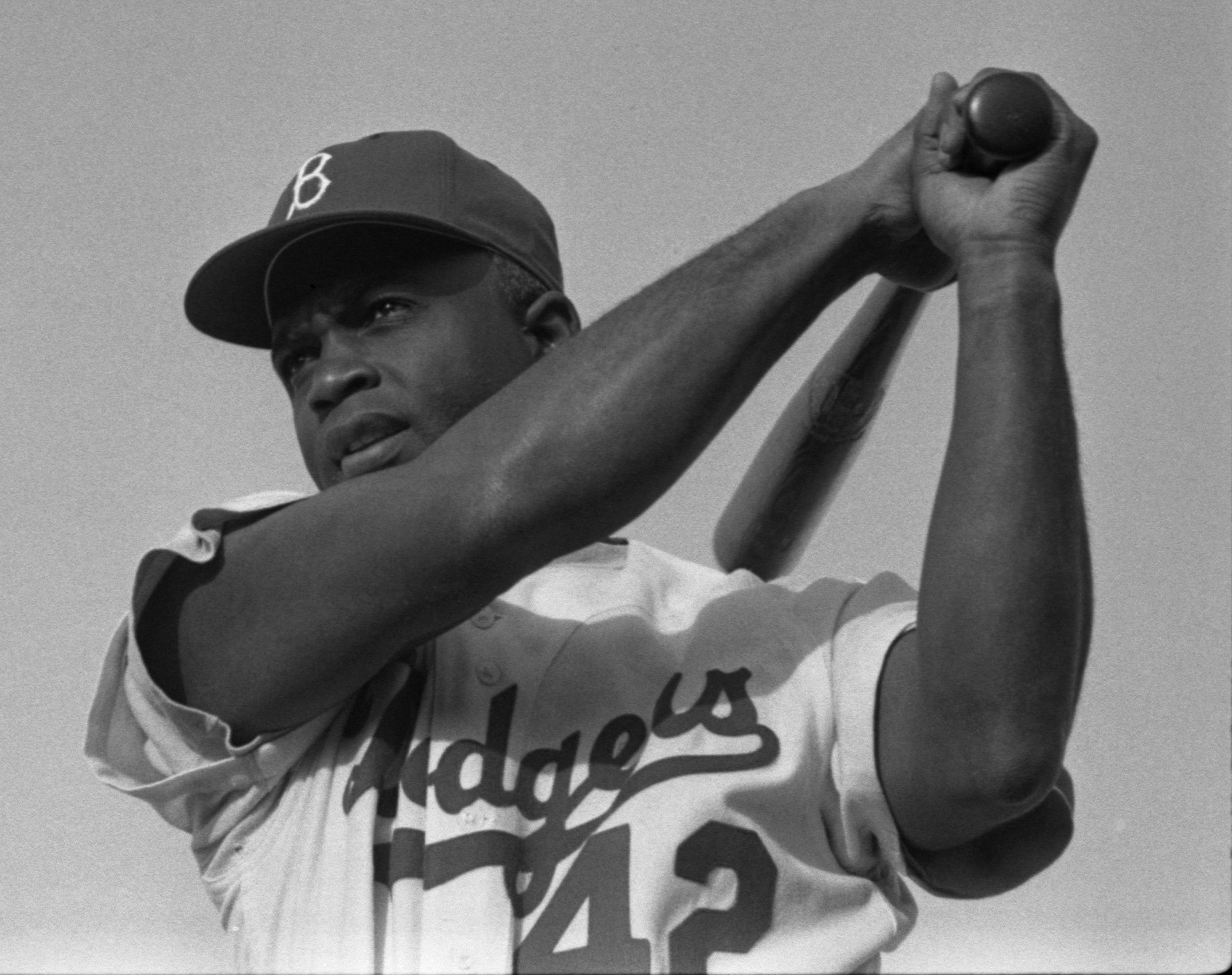
Jackie Robinson, Sieger der National League 1949

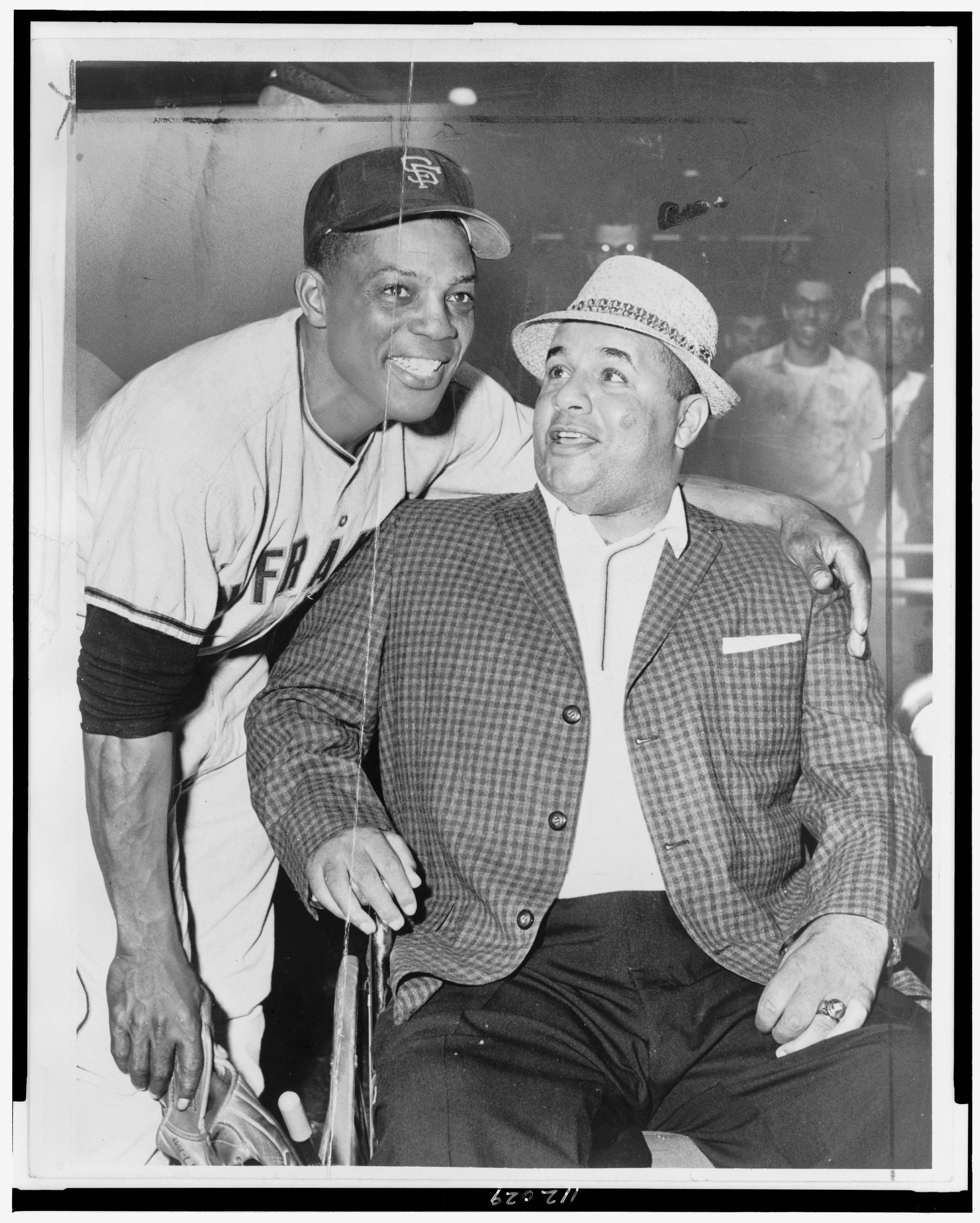
Willie Mays (links), Sieger der NL 1954 und der dreimalige Sieger (1951, 1953, 1955) der NL Roy Campanella

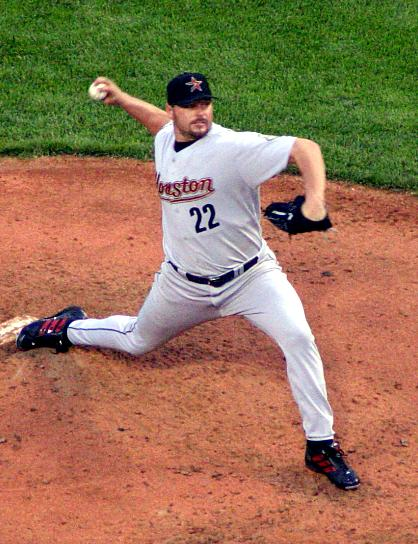
Pitcher Roger Clemens, Sieger der American League 1986

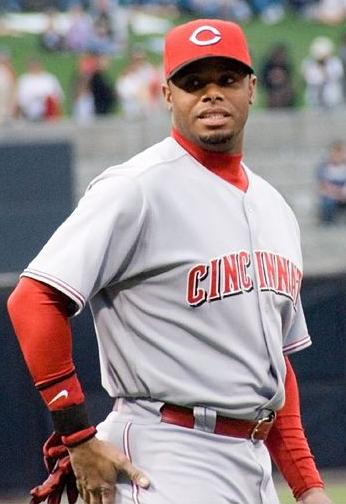
Ken Griffey junior, Sieger in der AL 1997

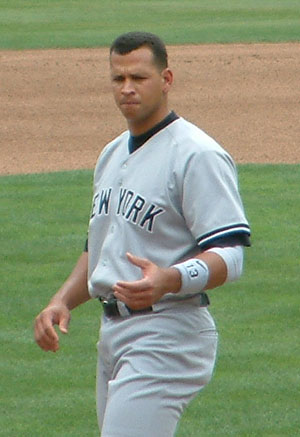
Alex Rodríguez, dreimaliger Sieger in der AL. 2003, 2005 und 2007

* einstimmige Entscheidung
| Jahr | National League   | National League       | National League | American League       | American League        | American League | Referenz |
| Jahr | Gewinner          | Team                  | Pos             | Gewinner              | Team                   | Pos             |          |
| ---- | ----------------- | --------------------- | --------------- | --------------------- | ---------------------- | --------------- | -------- |
| 1931 | Frankie Frisch    | St. Louis Cardinals   | 2B              | Lefty Grove           | Philadelphia Athletics | P               |          |
| 1932 | Chuck Klein       | Philadelphia Phillies | OF              | Jimmie Foxx           | Philadelphia Athletics | 1B              |          |
| 1933 | Carl Hubbell      | New York Giants       | P               | Jimmie Foxx           | Philadelphia Athletics | 1B              |          |
| 1934 | Dizzy Dean        | St. Louis Cardinals   | P               | Mickey Cochrane       | Detroit Tigers         | C               |          |
| 1935 | Gabby Hartnett    | Chicago Cubs          | C               | Hank Greenberg*       | Detroit Tigers         | 1B              |          |
| 1936 | Carl Hubbell*     | New York Giants       | P               | Lou Gehrig            | New York Yankees       | 1B              |          |
| 1937 | Joe Medwick       | St. Louis Cardinals   | OF              | Charlie Gehringer     | Detroit Tigers         | 2B              |          |
| 1938 | Ernie Lombardi    | Cincinnati Reds       | C               | Jimmie Foxx           | Boston Red Sox         | 1B              |          |
| 1939 | Bucky Walters     | Cincinnati Reds       | P               | Joe DiMaggio          | New York Yankees       | OF              |          |
| 1940 | Frank McCormick   | Cincinnati Reds       | 1B              | Hank Greenberg        | Detroit Tigers         | OF              |          |
| 1941 | Dolph Camilli     | Brooklyn Dodgers      | 1B              | Joe DiMaggio          | New York Yankees       | OF              |          |
| 1942 | Mort Cooper       | St. Louis Cardinals   | P               | Joe Gordon            | New York Yankees       | 2B              |          |
| 1943 | Stan Musial       | St. Louis Cardinals   | OF              | Spud Chandler         | New York Yankees       | P               |          |
| 1944 | Marty Marion      | St. Louis Cardinals   | SS              | Hal Newhouser         | Detroit Tigers         | P               |          |
| 1945 | Phil Cavarretta   | Chicago Cubs          | 1B              | Hal Newhouser         | Detroit Tigers         | P               |          |
| 1946 | Stan Musial       | St. Louis Cardinals   | 1B              | Ted Williams          | Boston Red Sox         | OF              |          |
| 1947 | Bob Elliott       | Boston Braves         | 3B              | Joe DiMaggio          | New York Yankees       | OF              |          |
| 1948 | Stan Musial       | St. Louis Cardinals   | OF              | Lou Boudreau          | Cleveland Indians      | SS              |          |
| 1949 | Jackie Robinson   | Brooklyn Dodgers      | 2B              | Ted Williams          | Boston Red Sox         | OF              |          |
| 1950 | Jim Konstanty     | Philadelphia Phillies | P               | Phil Rizzuto          | New York Yankees       | SS              |          |
| 1951 | Roy Campanella    | Brooklyn Dodgers      | C               | Yogi Berra            | New York Yankees       | C               |          |
| 1952 | Hank Sauer        | Chicago Cubs          | OF              | Bobby Shantz          | Philadelphia Athletics | P               |          |
| 1953 | Roy Campanella    | Brooklyn Dodgers      | C               | Al Rosen*             | Cleveland Indians      | 3B              |          |
| 1954 | Willie Mays       | New York Giants       | OF              | Yogi Berra            | New York Yankees       | C               |          |
| 1955 | Roy Campanella    | Brooklyn Dodgers      | C               | Yogi Berra            | New York Yankees       | C               |          |
| 1956 | Don Newcombe      | Brooklyn Dodgers      | P               | Mickey Mantle*        | New York Yankees       | OF              |          |
| 1957 | Hank Aaron        | Milwaukee Braves      | OF              | Mickey Mantle         | New York Yankees       | OF              |          |
| 1958 | Ernie Banks       | Chicago Cubs          | SS              | Jackie Jensen         | Boston Red Sox         | OF              |          |
| 1959 | Ernie Banks       | Chicago Cubs          | SS              | Nellie Fox            | Chicago White Sox      | 2B              |          |
| 1960 | Dick Groat        | Pittsburgh Pirates    | SS              | Roger Maris           | New York Yankees       | OF              |          |
| 1961 | Frank Robinson    | Cincinnati Reds       | OF              | Roger Maris           | New York Yankees       | OF              |          |
| 1962 | Maury Wills       | Los Angeles Dodgers   | SS              | Mickey Mantle         | New York Yankees       | OF              |          |
| 1963 | Sandy Koufax      | Los Angeles Dodgers   | P               | Elston Howard         | New York Yankees       | C               |          |
| 1964 | Ken Boyer         | St. Louis Cardinals   | 3B              | Brooks Robinson       | Baltimore Orioles      | 3B              |          |
| 1965 | Willie Mays       | San Francisco Giants  | OF              | Zoilo Versalles       | Minnesota Twins        | SS              |          |
| 1966 | Roberto Clemente  | Pittsburgh Pirates    | OF              | Frank Robinson*       | Baltimore Orioles      | OF              |          |
| 1967 | Orlando Cepeda*   | St. Louis Cardinals   | 1B              | Carl Yastrzemski      | Boston Red Sox         | OF              |          |
| 1968 | Bob Gibson        | St. Louis Cardinals   | P               | Denny McLain*         | Detroit Tigers         | P               |          |
| 1969 | Willie McCovey    | San Francisco Giants  | 1B              | Harmon Killebrew      | Minnesota Twins        | 3B              |          |
| 1970 | Johnny Bench      | Cincinnati Reds       | C               | Boog Powell           | Baltimore Orioles      | 1B              |          |
| 1971 | Joe Torre         | St. Louis Cardinals   | 3B              | Vida Blue             | Oakland Athletics      | P               |          |
| 1972 | Johnny Bench      | Cincinnati Reds       | C               | Dick Allen            | Chicago White Sox      | 1B              |          |
| 1973 | Pete Rose         | Cincinnati Reds       | OF              | Reggie Jackson*       | Oakland Athletics      | OF              |          |
| 1974 | Steve Garvey      | Los Angeles Dodgers   | 1B              | Jeff Burroughs        | Texas Rangers          | OF              |          |
| 1975 | Joe Morgan        | Cincinnati Reds       | 2B              | Fred Lynn             | Boston Red Sox         | OF              |          |
| 1976 | Joe Morgan        | Cincinnati Reds       | 2B              | Thurman Munson        | New York Yankees       | C               |          |
| 1977 | George Foster     | Cincinnati Reds       | OF              | Rod Carew             | Minnesota Twins        | 1B              |          |
| 1978 | Dave Parker       | Pittsburgh Pirates    | OF              | Jim Rice              | Boston Red Sox         | OF              |          |
| 1979 | Don Baylor        | California Angels     | DH              | Keith Hernandez       | St. Louis Cardinals    | 1B              |          |
| 1979 | Don Baylor        | California Angels     | DH              | Willie Stargell       | Pittsburgh Pirates     | 1B              |          |
| 1980 | Mike Schmidt*     | Philadelphia Phillies | 3B              | George Brett          | Kansas City Royals     | 3B              |          |
| 1981 | Mike Schmidt      | Philadelphia Phillies | 3B              | Rollie Fingers        | Milwaukee Brewers      | P               |          |
| 1982 | Dale Murphy       | Atlanta Braves        | OF              | Robin Yount           | Milwaukee Brewers      | SS              |          |
| 1983 | Dale Murphy       | Atlanta Braves        | OF              | Cal Ripken Jr.        | Baltimore Orioles      | SS              |          |
| 1984 | Ryne Sandberg     | Chicago Cubs          | 2B              | Willie Hernandez      | Detroit Tigers         | P               |          |
| 1985 | Willie McGee      | St. Louis Cardinals   | OF              | Don Mattingly         | New York Yankees       | 1B              |          |
| 1986 | Mike Schmidt      | Philadelphia Phillies | 3B              | Roger Clemens         | Boston Red Sox         | P               |          |
| 1987 | Andre Dawson      | Chicago Cubs          | OF              | George Bell           | Toronto Blue Jays      | OF              |          |
| 1988 | Kirk Gibson       | Los Angeles Dodgers   | OF              | José Canseco*         | Oakland Athletics      | OF              |          |
| 1989 | Kevin Mitchell    | San Francisco Giants  | OF              | Robin Yount           | Milwaukee Brewers      | OF              |          |
| 1990 | Barry Bonds       | Pittsburgh Pirates    | OF              | Rickey Henderson      | Oakland Athletics      | OF              |          |
| 1991 | Terry Pendleton   | Atlanta Braves        | 3B              | Cal Ripken Jr.        | Baltimore Orioles      | SS              |          |
| 1992 | Barry Bonds       | Pittsburgh Pirates    | OF              | Dennis Eckersley      | Oakland Athletics      | P               |          |
| 1993 | Barry Bonds       | San Francisco Giants  | OF              | Frank Thomas*         | Chicago White Sox      | 1B              |          |
| 1994 | Jeff Bagwell*     | Houston Astros        | 1B              | Frank Thomas          | Chicago White Sox      | 1B              |          |
| 1995 | Barry Larkin      | Cincinnati Reds       | SS              | Mo Vaughn             | Boston Red Sox         | 1B              |          |
| 1996 | Ken Caminiti*     | San Diego Padres      | 3B              | Juan González         | Texas Rangers          | OF              |          |
| 1997 | Larry Walker      | Colorado Rockies      | OF              | Ken Griffey, Jr.*     | Seattle Mariners       | OF              |          |
| 1998 | Sammy Sosa        | Chicago Cubs          | OF              | Juan González         | Texas Rangers          | OF              |          |
| 1999 | Chipper Jones     | Atlanta Braves        | 3B              | Iván Rodríguez        | Texas Rangers          | C               |          |
| 2000 | Jeff Kent         | San Francisco Giants  | 2B              | Jason Giambi          | Oakland Athletics      | 1B              |          |
| 2001 | Barry Bonds       | San Francisco Giants  | OF              | Ichirō Suzuki         | Seattle Mariners       | OF              |          |
| 2002 | Barry Bonds*      | San Francisco Giants  | OF              | Miguel Tejada         | Oakland Athletics      | SS              |          |
| 2003 | Barry Bonds       | San Francisco Giants  | OF              | Alex Rodríguez        | Texas Rangers          | SS              |          |
| 2004 | Barry Bonds       | San Francisco Giants  | OF              | Vladimir Guerrero Sr. | Anaheim Angels         | OF              |          |
| 2005 | Albert Pujols     | St. Louis Cardinals   | 1B              | Alex Rodríguez        | New York Yankees       | 3B              |          |
| 2006 | Ryan Howard       | Philadelphia Phillies | 1B              | Justin Morneau        | Minnesota Twins        | 1B              |          |
| 2007 | Jimmy Rollins     | Philadelphia Phillies | SS              | Alex Rodríguez        | New York Yankees       | 3B              |          |
| 2008 | Albert Pujols     | St. Louis Cardinals   | 1B              | Dustin Pedroia        | Boston Red Sox         | 2B              |          |
| 2009 | Albert Pujols*    | St. Louis Cardinals   | 1B              | Joe Mauer             | Minnesota Twins        | C               |          |
| 2010 | Joey Votto        | Cincinnati Reds       | 1B              | Josh Hamilton         | Texas Rangers          | OF              |          |
| 2011 | Ryan Braun        | Milwaukee Brewers     | OF              | Justin Verlander      | Detroit Tigers         | P               |          |
| 2012 | Buster Posey      | San Francisco Giants  | C               | Miguel Cabrera        | Detroit Tigers         | 3B              |          |
| 2013 | Andrew McCutchen  | Pittsburgh Pirates    | OF              | Miguel Cabrera        | Detroit Tigers         | 3B              |          |
| 2014 | Clayton Kershaw   | Los Angeles Dodgers   | P               | Mike Trout*           | Los Angeles Angels     | OF              |          |
| 2015 | Bryce Harper*     | Washington Nationals  | OF              | Josh Donaldson        | Toronto Blue Jays      | 3B              |          |
| 2016 | Kris Bryant       | Chicago Cubs          | 3B              | Mike Trout            | Los Angeles Angels     | OF              | [ 1 ]    |
| 2017 | Giancarlo Stanton | Miami Marlins         | OF              | José Altuve           | Houston Astros         | 2B              | [ 2 ]    |
| 2018 | Christian Yelich  | Milwaukee Brewers     | OF              | Mookie Betts          | Boston Red Sox         | OF              |          |
| 2019 | Cody Bellinger    | Los Angeles Dodgers   | OF              | Mike Trout            | Los Angeles Angels     | OF              |          |
| 2020 | Freddie Freeman   | Atlanta Braves        | 1B              | José Abreu            | Chicago White Sox      | 1B              |          |
| 2021 | Bryce Harper      | Philadelphia Phillies | OF              | Shohei Ohtani*        | Los Angeles Angels     | DH/P            | [ 3 ]    |
| 2022 | Paul Goldschmidt  | St. Louis Cardinals   | 1B              | Aaron Judge           | New York Yankees       | OF              |          |
| 2023 | Ronald Acuña Jr.* | Atlanta Braves        | OF              | Shohei Ohtani*        | Los Angeles Angels     | DH/P            | [ 4 ]    |

Abkürzungen der Positionen: P = Pitcher, C = Catcher, 1B, 2B, 3B = First, Second, Third Base, SS = Shortstop, OF = Outfielder, DH = Designated Hitter

### Mehrfach ausgezeichnete Spieler
| Spieler        | Anzahl | Jahre                      |
| -------------- | ------ | -------------------------- |
| Barry Bonds    | 7      | 1990, 1992–1993, 2001–2004 |
| Yogi Berra     | 3      | 1951, 1954–1955            |
| Roy Campanella | 3      | 1951, 1953, 1955           |
| Joe DiMaggio   | 3      | 1939, 1941, 1947           |
| Jimmie Foxx    | 3      | 1932–1933, 1938            |
| Mickey Mantle  | 3      | 1956–1957, 1962            |
| Stan Musial    | 3      | 1943, 1946, 1948           |
| Albert Pujols  | 3      | 2005, 2008, 2009           |
| Alex Rodríguez | 3      | 2003, 2005, 2007           |
| Mike Schmidt   | 3      | 1980–1981, 1986            |
| Mike Trout     | 3      | 2014, 2016, 2019           |
| Ernie Banks    | 2      | 1958–1959                  |
| Johnny Bench   | 2      | 1970, 1972                 |
| Lou Gehrig     | 2      | 1927, 1936                 |
| Juan Gonzalez  | 2      | 1996, 1998                 |
| Hank Greenberg | 2      | 1935, 1940                 |
| Carl Hubbell   | 2      | 1933, 1936                 |
| Roger Maris    | 2      | 1960–1961                  |
| Willie Mays    | 2      | 1954, 1965                 |
| Joe Morgan     | 2      | 1975–1976                  |
| Dale Murphy    | 2      | 1982–1983                  |
| Hal Newhouser  | 2      | 1944–1945                  |
| Shohei Ohtani  | 2      | 2021, 2023                 |
| Cal Ripken Jr. | 2      | 1983, 1991                 |
| Frank Robinson | 2      | 1961, 1966                 |
| Frank Thomas   | 2      | 1993–1994                  |
| Ted Williams   | 2      | 1946, 1949                 |
| Robin Yount    | 2      | 1982, 1989                 |
| Miguel Cabrera | 2      | 2012, 2013                 |
| Bryce Harper   | 2      | 2015, 2021                 |

### Anzahl der Awards pro Team
| Team                                       | Awards |
| ------------------------------------------ | ------ |
| New York Yankees                           | 22     |
| St. Louis Cardinals                        | 20     |
| New York/San Francisco Giants              | 14     |
| Philadelphia/Kansas City/Oakland Athletics | 13     |
| Brooklyn/Los Angeles Dodgers               | 13     |
| Cincinnati Reds                            | 12     |
| Detroit Tigers                             | 12     |
| Chicago Cubs                               | 11     |
| Boston Red Sox                             | 10     |
| Boston/Milwaukee/Atlanta Braves            | 8      |
| Washington Senators/Minnesota Twins        | 8      |
| Pittsburgh Pirates                         | 8      |
| Philadelphia Phillies                      | 8      |
| St. Louis Browns/Baltimore Orioles         | 6      |
| California/Anaheim/Los Angeles Angels      | 6      |
| Washington Senators/Texas Rangers          | 6      |
| Chicago White Sox                          | 5      |
| Milwaukee Brewers                          | 4      |
| Cleveland Indians                          | 3      |
| Kansas City Royals                         | 2      |
| Seattle Mariners                           | 2      |
| Toronto Blue Jays                          | 2      |
| Houston Astros                             | 2      |
| Colorado Rockies                           | 1      |
| San Diego Padres                           | 1      |
| Montreal Expos/Washington Nationals        | 1      |
| Miami Marlins                              | 1      |

### MLB Teams ohne Award-Sieger
| Team                 |
| -------------------- |
| Arizona Diamondbacks |
| New York Mets        |
| Tampa Bay Rays       |